# Pristimantis acerus
Pristimantis acerus es una especie de anfibio anuro de la familia Strabomantidae. Es endémica de Ecuador. Su hábitat natural incluye montañas húmedas tropicales o subtropicales.

## Descripción
Los machos suelen medir entre 25 y 34 mm y las hembras 45 mm. Sus dedos tienen bordes laterales poco definidos y los dedos de los pies presentan quillas laterales no muy marcadas. El dorso es negro o gris oscuro; la piel dorsal es lisa y el vientre es de color gris oscuro a marrón grisáceo oscuro. 